# Erste Schlacht um den Flughafen Donezk
Die Erste Schlacht um den Flughafen Donezk war eine militärische Auseinandersetzung im Ukrainekrieg um die Kontrolle des Flughafens Donezk zwischen Truppen der Ukraine auf der einen und Bewaffneten der selbsternannten Volksrepublik Donezk sowie Freiwilligenverbänden der Russischen Föderation auf der anderen Seite. Die Gefechte fanden, einen Tag nach der Präsidentschaftswahl in der Ukraine 2014, am 26. und 27. Mai 2014 statt und endeten mit der Besetzung des Flughafens durch ukrainische Truppen.

## Verlauf
Einen Tag nach den Präsidentschaftswahlen und nachdem der neu gewählte Präsident Poroschenko die Absicht bekundet hatte, Donezk für Vermittlungsgespräche zu besuchen, besetzten am Morgen des 26. Mai 2014 200 prorussische Bewaffnete den Flughafen Donezk. Der Flugverkehr wurde daraufhin auf unbestimmte Zeit eingestellt. Die Kontrolle über den Flughafen hätte den moskautreuen Aufständischen erlaubt, die von ihnen besetzten Gebiete wirtschaftlich zu stärken oder auch Nachschub für ihre Truppen auf dem Luftweg aus der Russischen Föderation einzufliegen.
Die ukrainische Führung ließ verlautbaren, dass man mit den „Terroristen“ nicht verhandeln werde.
Später am Tag des 26. Mai 2014 griffen ukrainische Fallschirmjäger, unterstützt durch Luftschläge der Luftwaffe mittels Suchoi-Su-25-Kampfflugzeugen und Mil-Mi-24-Kampfhubschrauber Stellungen der Bewaffneten am Flughafen an. Augenzeugen berichteten von vielen prorussischen Bewaffneten, die mit LKWs zum Flughafen gefahren seien. Am Abend berichteten ukrainische Medien, dass die Streitkräfte die Milizen aus dem Flughafen vertrieben hätten. Jedoch hörte man nach Angaben von Beobachtern, dass in der Nacht schweres Gewehrfeuer vom Flughafen ausgegangen sei. Am nächsten Tag berichteten beide Seiten, man habe die volle Kontrolle über den Flughafen. Am nächsten Tag gaben die Milizen an, dass man sich nach schweren Verlusten aus dem Flughafen zurückgezogen habe. Die ukrainischen Militärs haben bei den Gefechten keine Verluste gemeldet. Auf Seite der Milizen starben mehr als 50 Bewaffnete. 31 Leichen wurden nach Russland zurückgebracht.
Der Flughafen blieb danach bis zur Zweiten Schlacht um den Flughafen Donezk (28. September 2014 bis 22. Januar 2015) in ukrainischer Hand.